# Helius (Helius) uniformis
Helius (Helius) uniformis is een tweevleugelige uit de familie steltmuggen (Limoniidae). De soort komt voor in het Neotropisch gebied.